# دورة اتحاد شمال إفريقيا تحت 20 سنة 2022
دورة اتحاد شمال أفريقيا تحت 20 سنة 2022 هي النسخة الخامسة عشرة من بطولة دورة اتحاد شمال أفريقيا تحت 20 سنة. أُقيمت الدورة في مصر في الفترة من 15 إلى 25 أكتوبر 2022.

## المنتخبات المشاركة
تأهلت مصر تلقائيا ولن تُشارك في هذه الدورة باعتبارها مُستضيفة كأس الأمم الأفريقية تحت 20 سنة 2023. المنتخبات الأربعة المشاركة هي:
| - الجزائر - ليبيا | - المغرب - تونس |

## الأماكن
| المدينة | الملعب      | السعة  |
| ------- | ----------- | ------ |
| السويس  | ملعب السويس | 27,000 |
| السويس  | ستاد الجيش  | 45,000 |

## الترتيب
| م | الفريق  | لعب | ف | ت | خ | أ.له | أ.ع | أ.ف | نقاط | التأهل                              |
| - | ------- | --- | - | - | - | ---- | --- | --- | ---- | ----------------------------------- |
| 1 | تونس    | 3   | 1 | 2 | 0 | 5    | 4   | +1  | 5    | كأس الأمم الأفريقية تحت 20 سنة 2023 |
| 2 | ليبيا   | 3   | 1 | 1 | 1 | 2    | 2   | 0   | 4    |                                     |
| 3 | المغرب  | 3   | 1 | 1 | 1 | 2    | 1   | +1  | 4    |                                     |
| 4 | الجزائر | 3   | 0 | 2 | 1 | 5    | 7   | −2  | 2    |                                     |

1. 1 2  فازت ليبيا على المغرب 1-0 في المواجهة المباشرة

### المباريات
| المغرب | 0–0   | تونس |
| ------ | ----- | ---- |
|        | تقرير |      |

| ليبيا        | 1–1   | الجزائر        |
| ------------ | ----- | -------------- |
| - بوشيبة 61' | تقرير | - دهيليس 90+4' |

| الجزائر | 0–2   | المغرب                      |
| ------- | ----- | --------------------------- |
|         | تقرير | - الأنطاكي 37' - صديق 90+6' |

| تونس         | 1–0   | ليبيا |
| ------------ | ----- | ----- |
| - جرتيلة 78' | تقرير |       |

| المغرب | 0–1   | ليبيا         |
| ------ | ----- | ------------- |
|        | تقرير | - الحبيشي 81' |

| الجزائر                                          | 4–4   | تونس                                               |
| ------------------------------------------------ | ----- | -------------------------------------------------- |
| - آيت عامر 34' - حمادي 80'، 90+3' - بولبينة ‏ 82' | تقرير | - الدربالي 19' - عبيد 26' - سنانة 36' - جرتيلة 67' |

## البطل
| دورة اتحاد شمال أفريقيا تحت 20 سنة 2022 |
| --------------------------------------- |
| تونس                                    |
| تونس اللقب الثامن                       |

## إحصائيات

### الهدافون
عدد الأهداف المُسجلة  14 هدفًا  في 6 مباراة، بمتوسط 2.33 هدفًا في المباراة الواحدة.
هدفان
- عبد العالي حمادي
- محمد الهادي جرتيلة

هدف
- يونس عبد الكريم آيت عامر
- عادل بولبينة  [لغات أخرى]‏
- ريان دهيليس
- مروان الحبيشي
- عبد الميسر بوشيبة
- وسيم الأنطاكي
- عمر صديق
- عزيز عبيد
- محمد وائل الدربالي
- يوسف سنانة

## روابط خارجية
- تصفيات منطقة اتحاد شمال افريقيا المؤهلة الى نهائيات كاس امم افريقيا تحت 20 عاما - الموقع الرسمي لاتحاد شمال أفريقيا لكرة القدم